# Tricyphona arisana
Tricyphona arisana är en tvåvingeart som beskrevs av Alexander 1924. Tricyphona arisana ingår i släktet Tricyphona och familjen hårögonharkrankar.
Artens utbredningsområde är Taiwan. Inga underarter finns listade i Catalogue of Life.